# ウォーターマン (小惑星)
(1822) ウォーターマン（英語: 1822 Waterman）は、小惑星帯内を公転している岩石質の小惑星である。直径は、約 6.5 km 程度とされている。
1950年7月25日にインディアナ大学のインディアナ小惑星計画により、インディアナ州ブルックリン近郊のゲーテ・リンク天文台で発見された。アメリカ合衆国の物理学者アラン・T・ウォーターマンの名前に因んで命名された。

## 軌道と分類
ウォーターマンはS型小惑星に分類されており、小惑星帯の内側領域の太陽から 1.8 - 2.5 au 離れた軌道を約3年2か月（1,168日）かけて公転している。軌道離心率は0.15、黄道に対する軌道傾斜角は約1度である 。観測弧は1950年のインディアナ小惑星計画による公式な発見報告が始点になっているが、1943年にドイツのゾンネベルク天文台によっても観測されており、この観測記録には後に 1943 EB という仮符号が割り当てられている。

## 物理的性質

### 自転周期
2013年1月、ニューメキシコ州のU.S Etscorn天文台での測光観測で、ウォーターマンの光度曲線が得られた。この光度曲線からは、7.581時間の自転周期で光度が0.51等級変化するという精度の良い結果が得られた。

### 直径とアルベド
アメリカ航空宇宙局の広視野赤外線探査機とその後継のNEOWISEミッションにより、ウォーターマンの直径は 6.06 - 6.52 km、表面のアルベドが 0.264 - 0.325 であると測定された。Collaborative Asteroid Lightcurve Link (CALL) が運営している Lightcurve Database では、岩石質の小惑星の標準アルベドを 0.20 と推定しており、絶対等級13.1等級に基いて、半径を 7.46 km と推定している。

## 名称
この小惑星は、アメリカ国立科学財団の初代会長であったアメリカ合衆国の物理学者アラン・T・ウォーターマン（1892年-1967年）の名前に因んで命名された。彼は物理学者として25年間研究に従事した後、ワシントンD.C.に移動し、1941年から1945年にかけて科学研究開発局に、1946年から1951年にかけてアメリカ海軍海事技術本部に、1951年から1963年にかけてアメリカ国立科学財団で勤めた。
ウォーターマンは科学分野における優れた指導者としてカール・テイラー・コンプトン金メダルを受賞したほか、1960年に公共福祉メダル、1963年に大統領自由勲章を授与された。公式な命名は、1975年6月1日に小惑星センターにより公表された。